# Bahnhof Hua Lamphong
Der Bahnhof Hua Lamphong (thailändisch สถานีรถไฟหัวลำโพง, RTGS Sathani Rot Fai Hua Lamphong, Aussprache: [sàʔtʰǎːniː rót faj hǔa lampʰoːŋ]) ist ein Personenbahnhof in Bangkok, der Hauptstadt Thailands. Die Anlage in der Innenstadt, im Bezirk Pathum Wan, war bis 2023 der zentrale Knotenpunkt im Netz der Thailändischen Staatsbahn.

## Geschichte
Der Bahnhof Hua Lamphong war der zweite Hauptbahnhof von Bangkok. An dem Ort, wo der erste, kleinere Bahnhof lag, erinnert heute ein Gedenkpfeiler an die Eröffnung der ersten Eisenbahn in Thailand 1897. Der Bahnhof Hua Lamphong wurde auf dem Gelände des zentralen Ausbesserungswerks der Thailändischen Staatsbahn errichtet, das 1910 nach Makkasan umzog. Anschließend wurde mit dem Bau des Bahnhof Hua Lamphong begonnen, der am 16. August 1916 eröffnet wurde.
Während des Zweiten Weltkriegs versuchten die Alliierten vergeblich, den Hauptbahnhof zu zerstören, sie trafen stattdessen ein nahe gelegenes Hotel.
Am 8. November 1986 kam es im Bahnhof zu einem schweren Unfall. Ein nicht mit Personal besetzter Lokzug setzte sich aus einem Bahnbetriebswerk in Bewegung und fuhr über 15 km mit etwa 50 km/h auf den Bahnhof zu. Dort überfuhr er in der Bahnhofshalle den Prellbock und kam erst auf dem Querbahnsteig zum Stehen, dabei wurden fünf Menschen getötet und sieben verletzt.
Seit 2004 wurde der Bahnhof an das Netz der U-Bahn von Bangkok angeschlossen.
Ab 2021 ging der neue Hauptbahnhof, Krung Thep Aphiwat Central Terminal, stufenweise in Betrieb; am 19. Januar 2023 eröffnete er endgültig und löste den Bahnhof Hua Lamphong weitgehend ab. Das Empfangsgebäude von Hua Lamphong soll künftig Museum und Touristenattraktion werden.

## Empfangsgebäude
Das Empfangsgebäude wurde im Stil der italienischen Neorenaissance errichtet und umfasst eine Dachkonstruktion aus Stahl und Holz mit Buntglasfenstern. Architekt war der in Turin geborene Italiener Mario Tamagno, der zusammen mit seinem Landsmann Annibale Rigotti (1870–1968) Anfang des 20. Jahrhunderts an zahlreichen öffentlichen Bauprojekten in Bangkok beteiligt war. Dominierend in dem Gebäude ist die zentrale, einschiffige Bahnhofshalle.

## Galerie

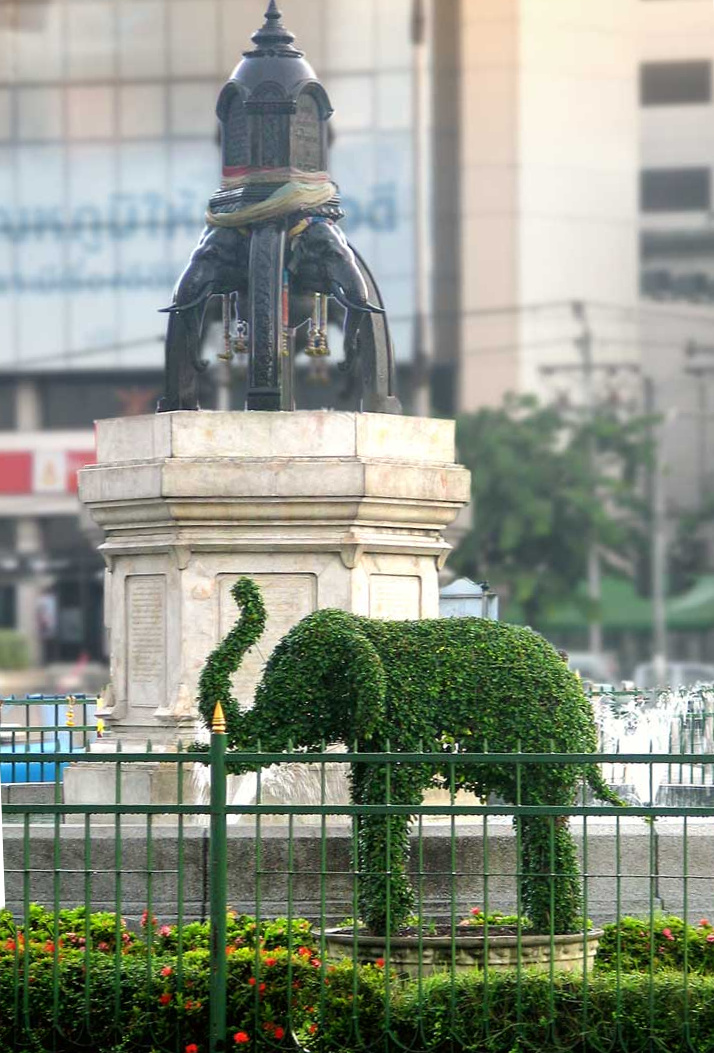
Gedenkpfeiler Bahnhofsvorplatz
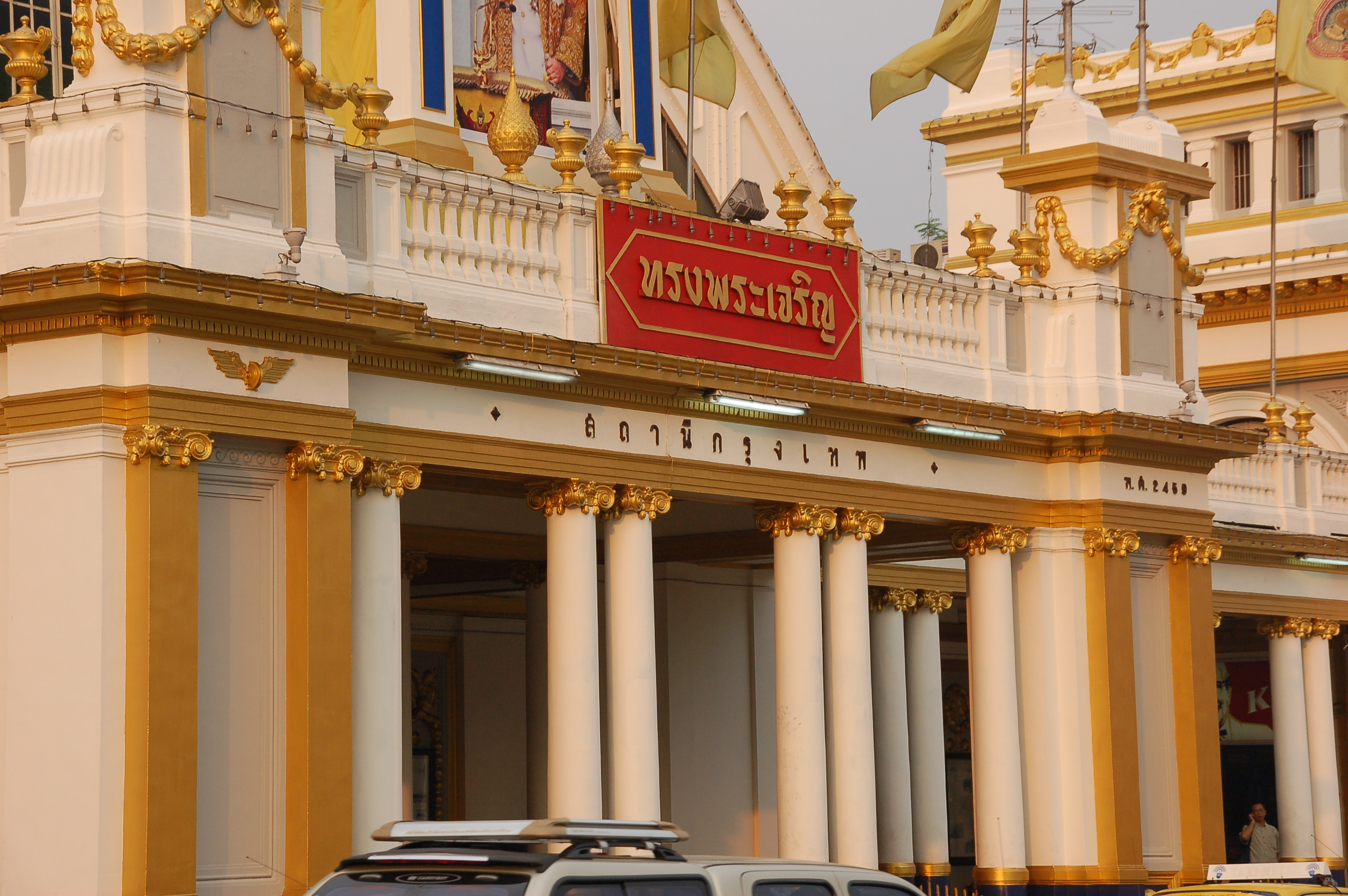
Detail Außenfassade
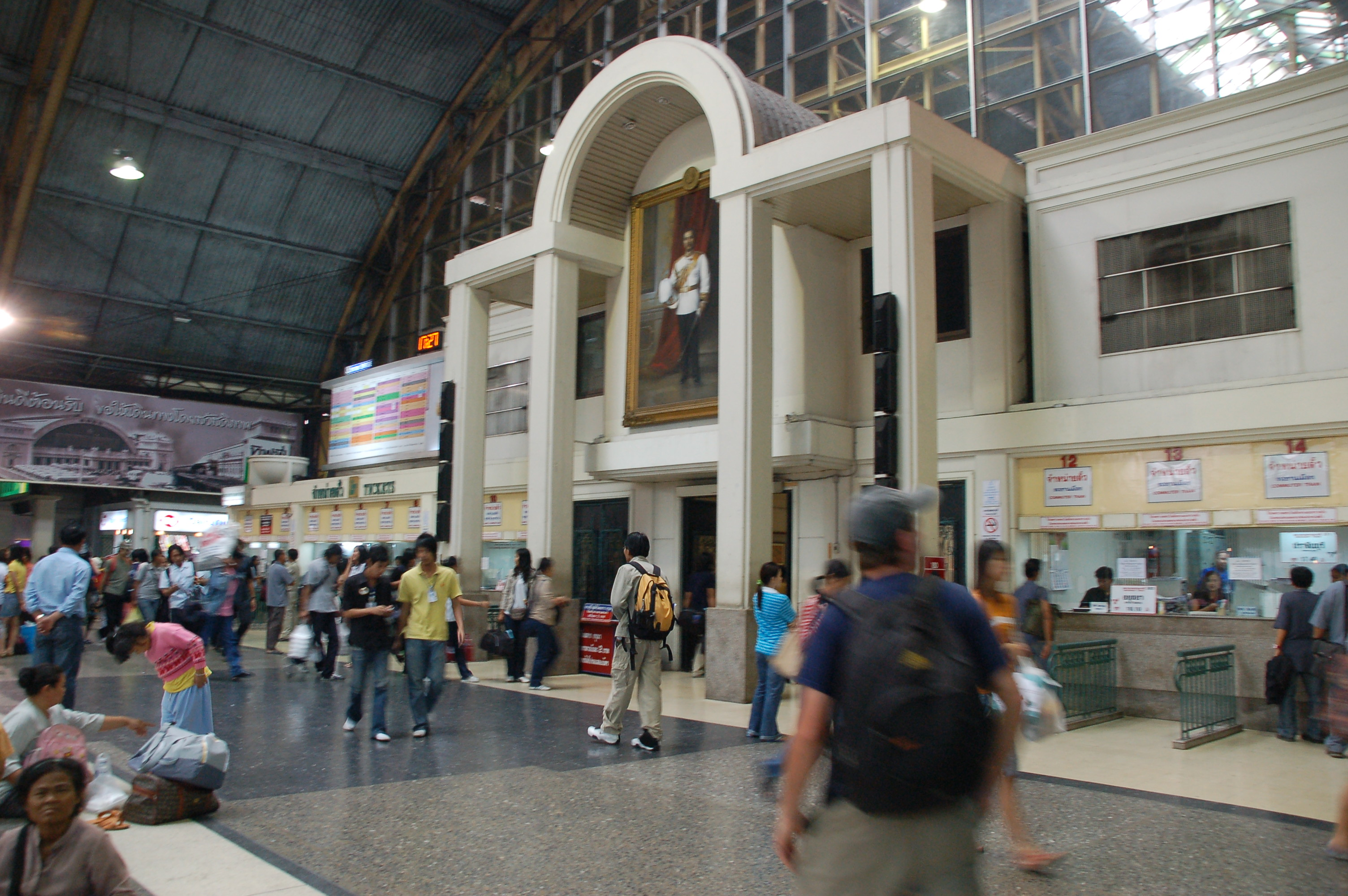
Innenansicht mit Schrein für König Chulalongkorn (Rama V.)
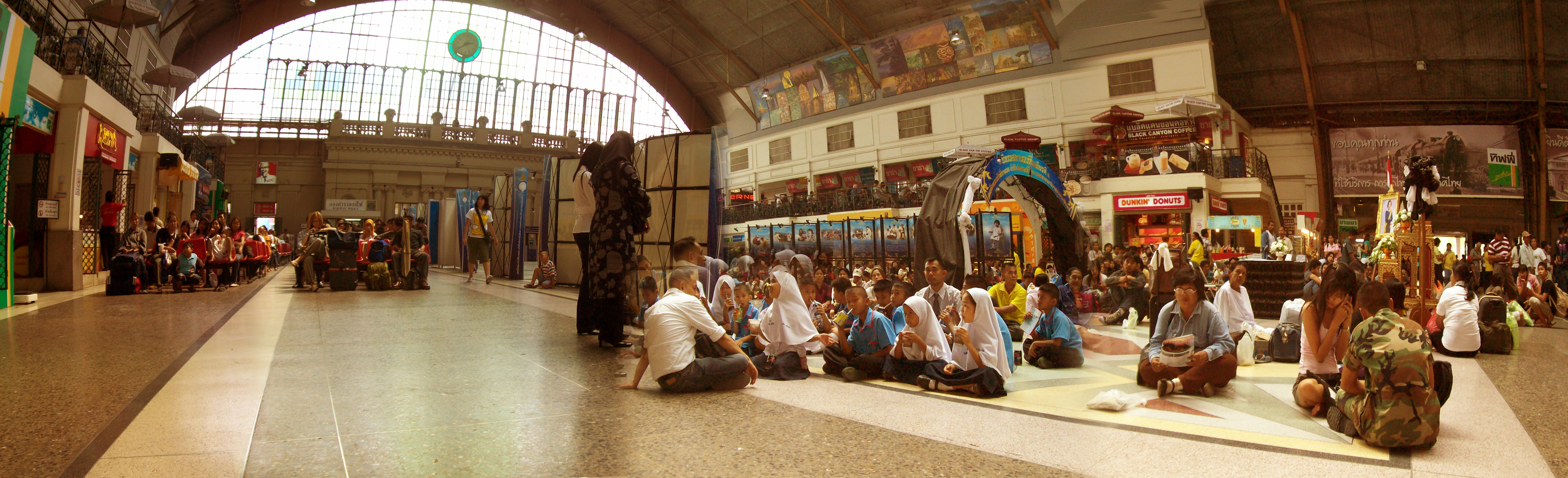
Bangkok Bahnhof Hua Lamphong – Innenansicht (März 2008)
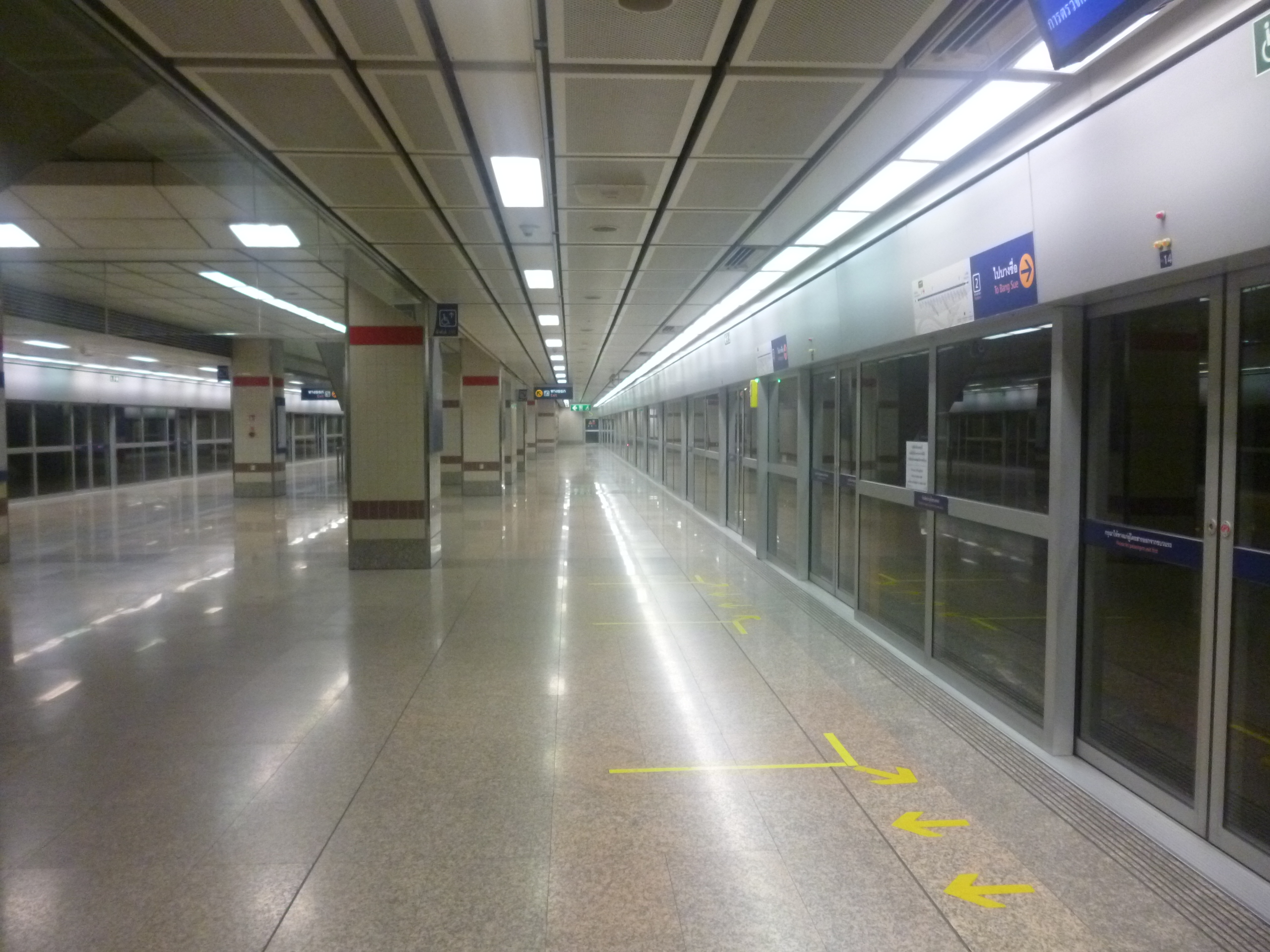
Die Station Hua Lamphong der Bangkok Metro (Juli 2013)